# أمين دهار
أمين دهار (مواليد 5 أغسطس 1985 في تونس ) لاعب كرة قدم جزائري . يلعب حاليًا في نادي حمام سوسة في الرابطة التونسية المحترفة الأولى.

## حياة مهنية
- 2005-2006 النجم الرياضي الساحلي
- 2006-2007 اتحاد العاصمة الجزائر
- 2007-2008 نصر حسين داي
- 2008 -- الحاضر. الأمل الرياضي بحمام سوسة

## سيرة شخصية
بدأ دهار مسيرته مع النجم الرياضي الساحلي حيث تقدم من صفوف الناشئين إلى الفريق الأول. بعد موسم واحد مع الفريق الأول غادر للانضمام نادي اتحاد العاصمة الجزائري حيث كان ظهوره نادر. بعد موسم واحد فقط مع النادي، انضم إلى نادٍ آخر مقره الجزائر، هو حسين داي. لا يزال يجد وقتًا محدودًا في اللعب، وعاد إلى تونس بعد 6 أشهر فقط للانضمام إلى وفاق حمام سوسة في دوري الدرجة الثانية. في موسمه الأول، ساعد دهار الفريق في الصعود إلى الرابطة التونسية المحترفة الأولى.
وقد توج من قبل الجزائر في مستوى تحت 21 سنة.

## روابط خارجية
- أمين دهار على موقع قاعدة بيانات كرة القدم.إي يو (الإنجليزية)